# Karczew
Karczew è un comune urbano-rurale polacco del distretto di Otwock, nel voivodato della Masovia.
Ricopre una superficie di 81,49 km² e nel 2004 contava 15 929 abitanti.

## Villaggi
Fanno parte del comune rurale i seguenti villaggi:

### Brzezinka
Nel villaggio vivono 226 persone..

### Całowanie

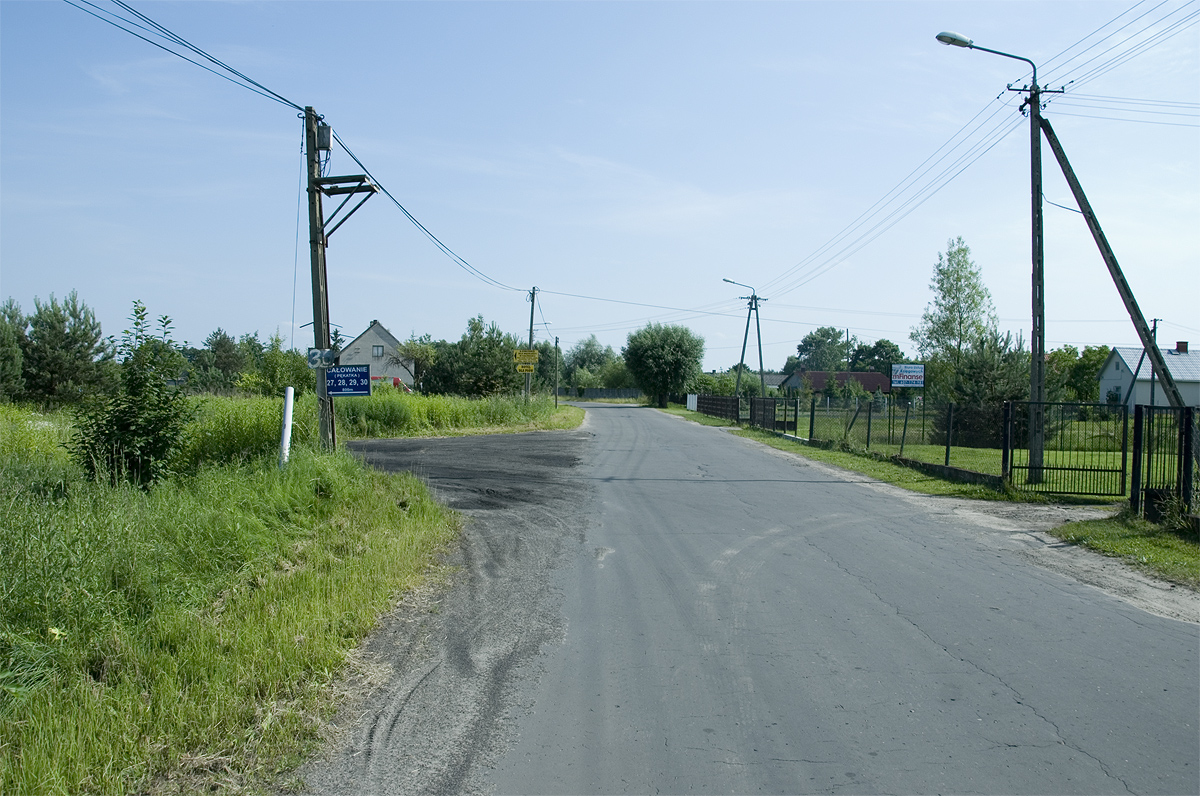
Strada nel villaggio di Całowanie

Nel villaggio vivono 639 persone..
| Nome    | Tipo                |
| ------- | ------------------- |
| Górki   | parte del villaggio |
| Pękatka | parte del villaggio |

### Glinki

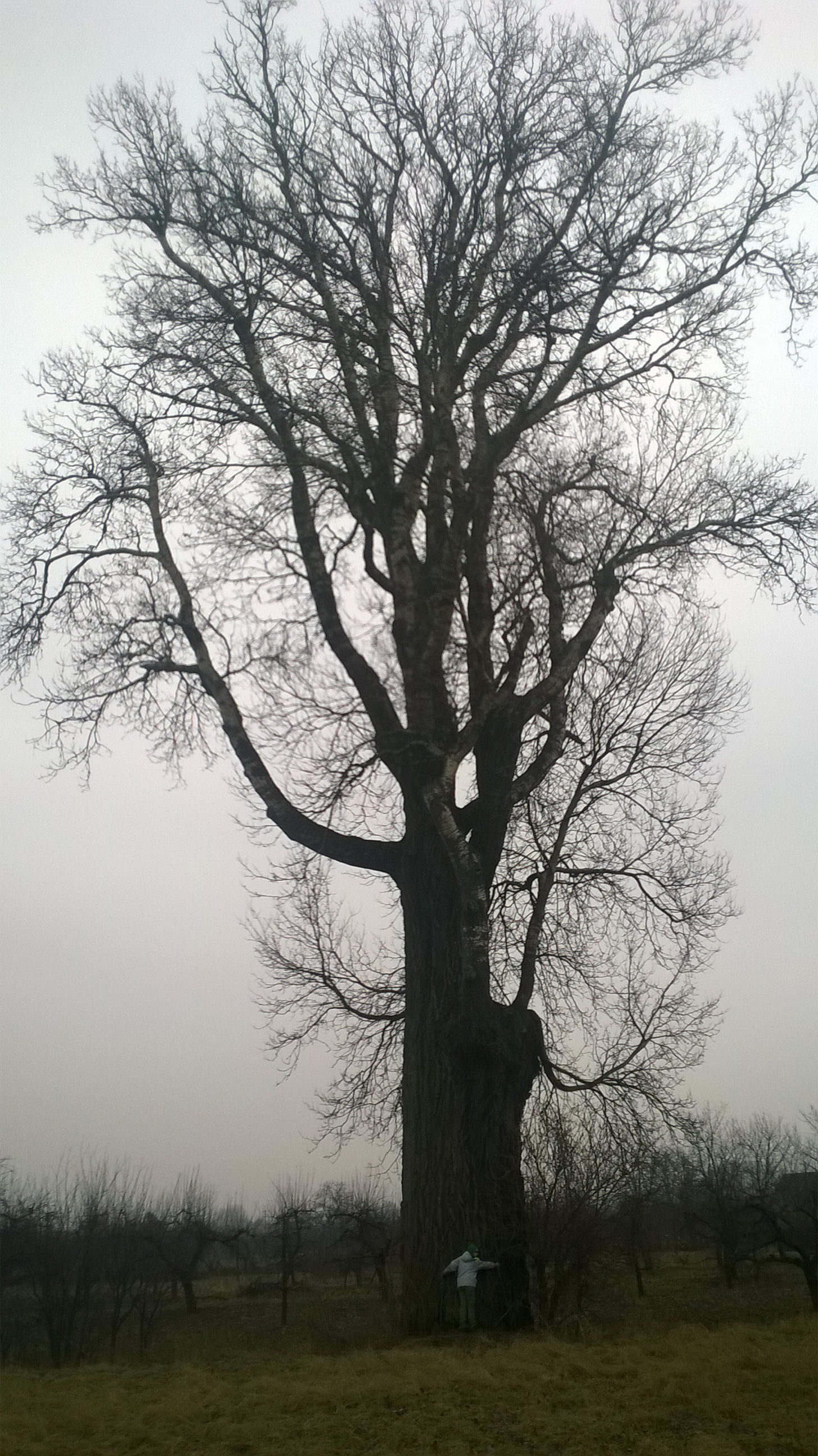
Pioppo „Maryna”

Nel villaggio vivono 642 persone..
| Nome           | Tipo                |
| -------------- | ------------------- |
| Julianów       | parte del villaggio |
| Kępa Gliniecka | parte del villaggio |
| Pijary         | parte del villaggio |
| Kępa Pijarska  | parte del villaggio |

### Janów

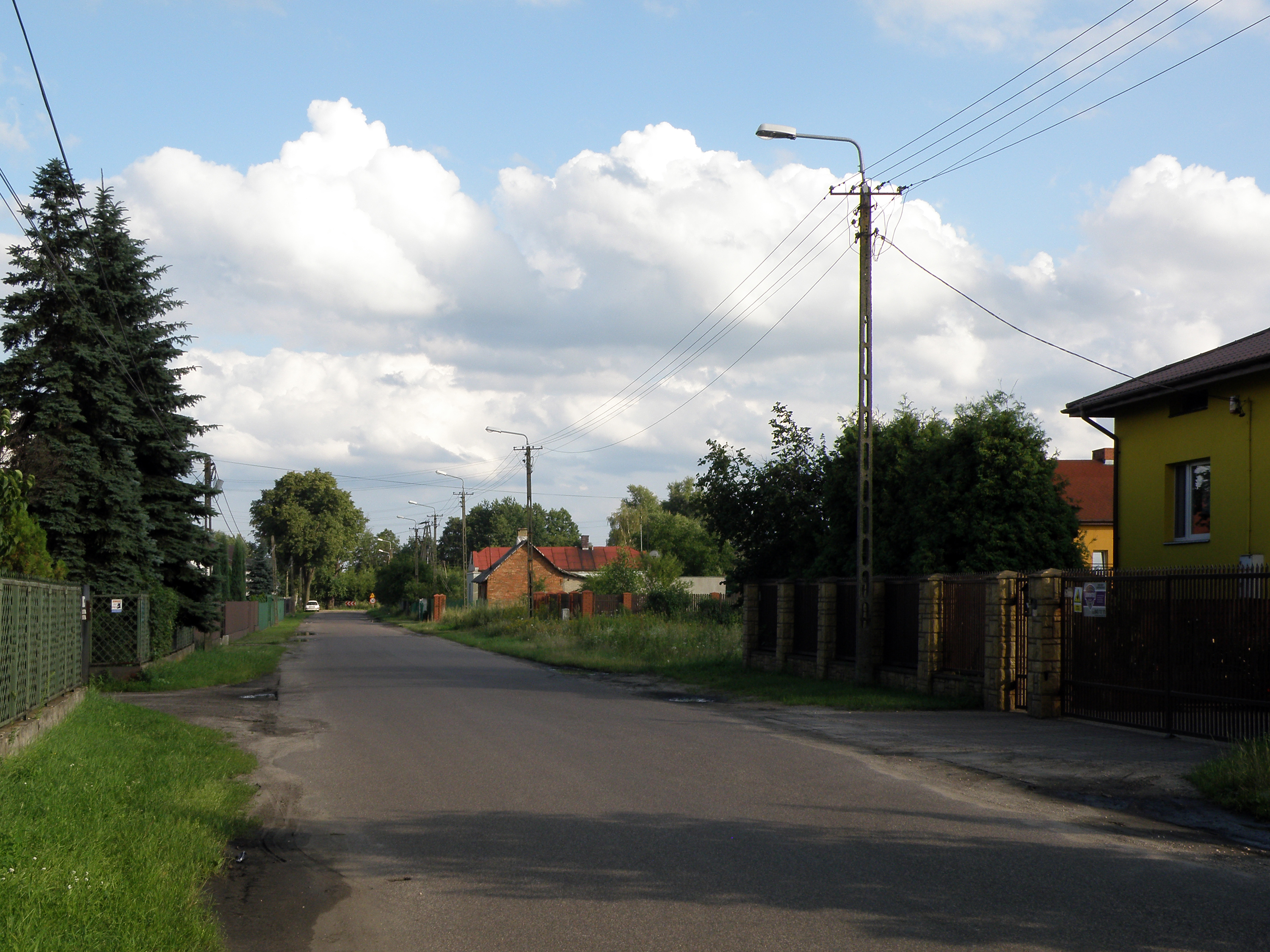
La strada nel villaggio Janów

Nel villaggio vivono 263 persone..
| Nome       | Tipo                |
| ---------- | ------------------- |
| Hubertówka | parte del villaggio |

### Kępa Nadbrzeska
Nel villaggio vivono 206 persone..

### Kosumce

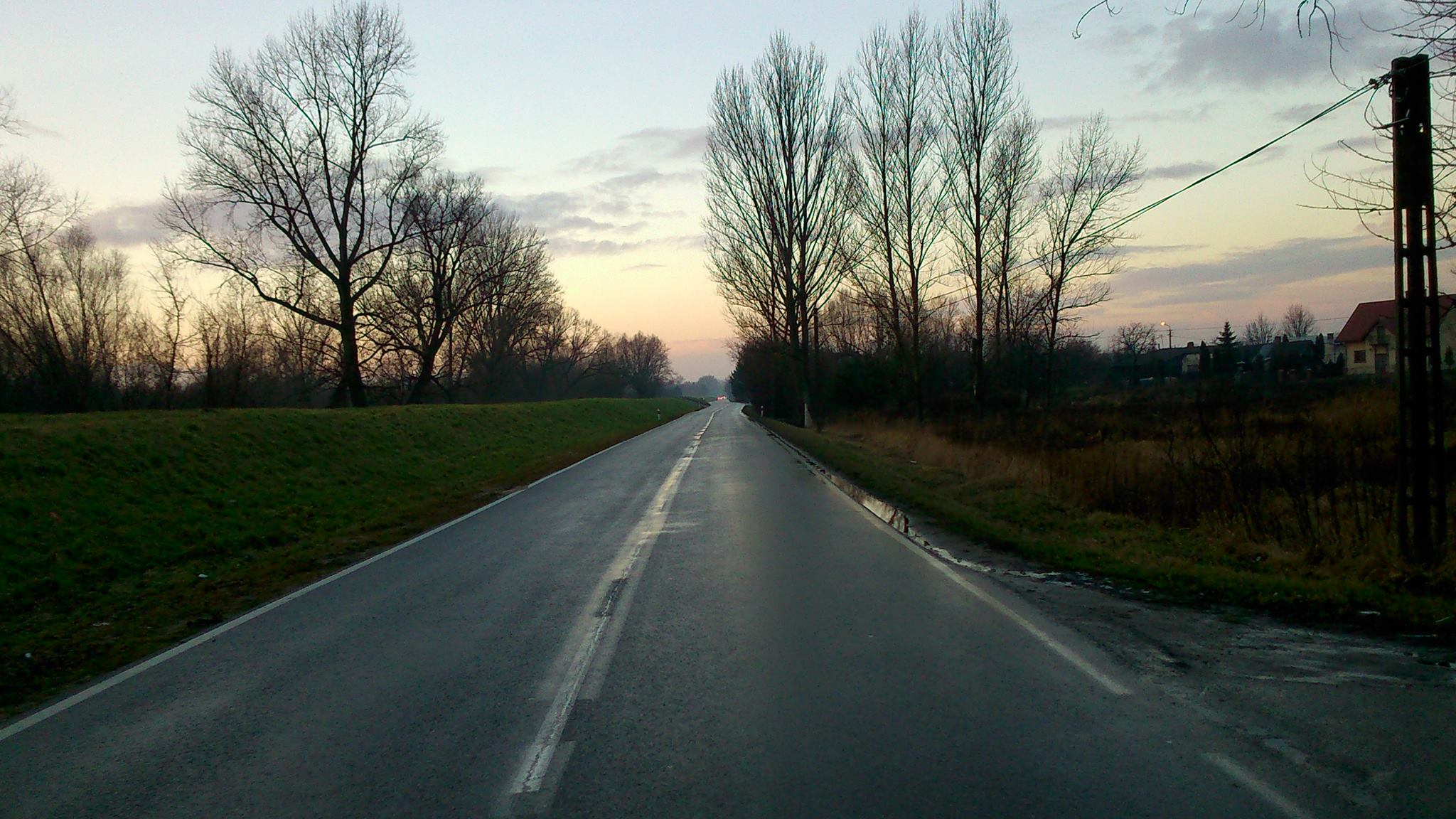
La strada nel villaggio Kosumce

Nel villaggio vivono 276 persone..

### Łukówiec
Nel villaggio vive 399 umani.

### Nadbrzeż
Nel villaggio vive 612 umani.

### Ostrówek

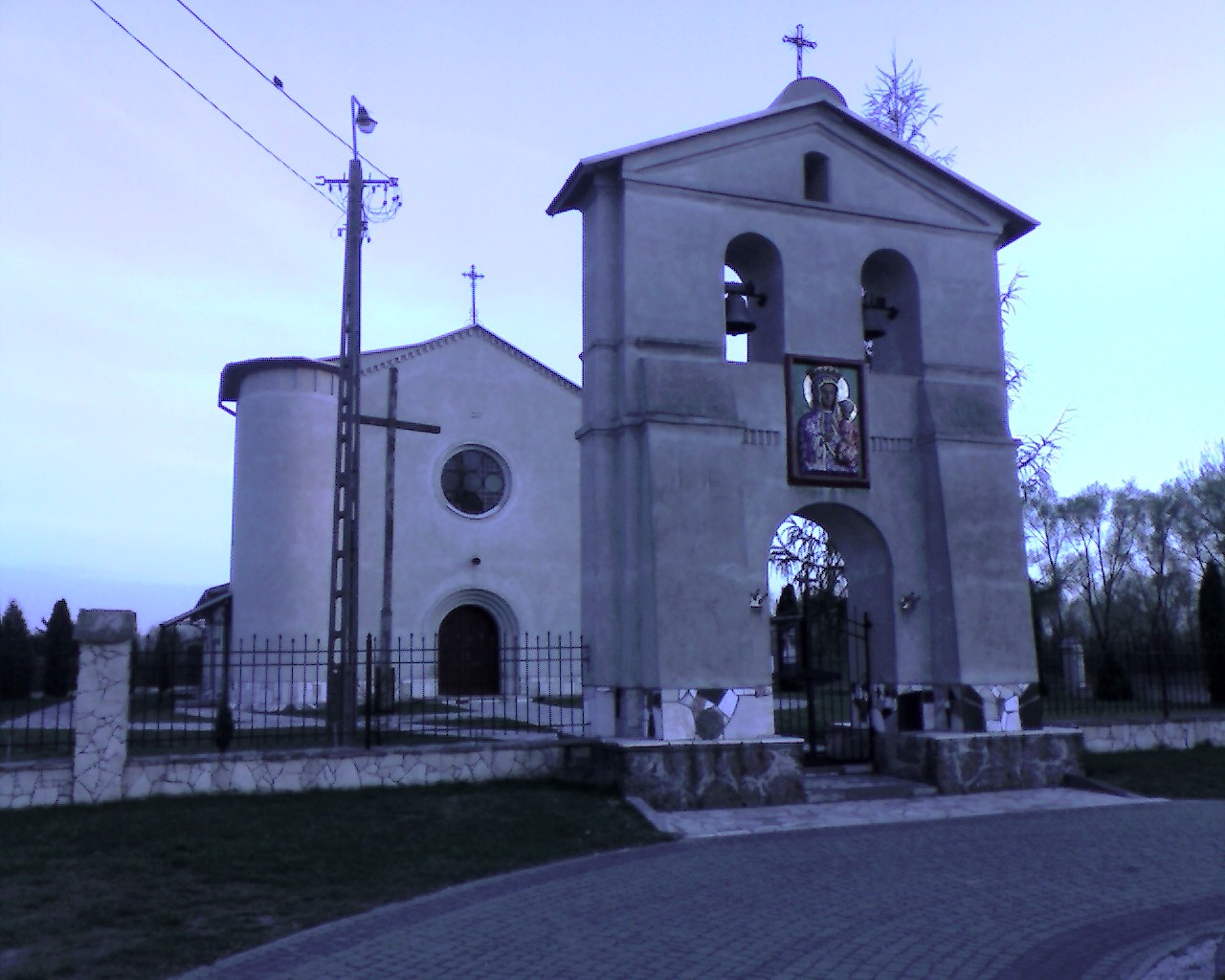
La cappella nel villaggio di Ostrówek

Nel villaggio vive 188 umani.

### Ostrówiec
Nel villaggio vive 351 umani.
| Nome     | Tipo                |
| -------- | ------------------- |
| Rosłonki | parte del villaggio |

### Otwock Mały
Nel villaggio vive 476 umani.

### Otwock Wielki

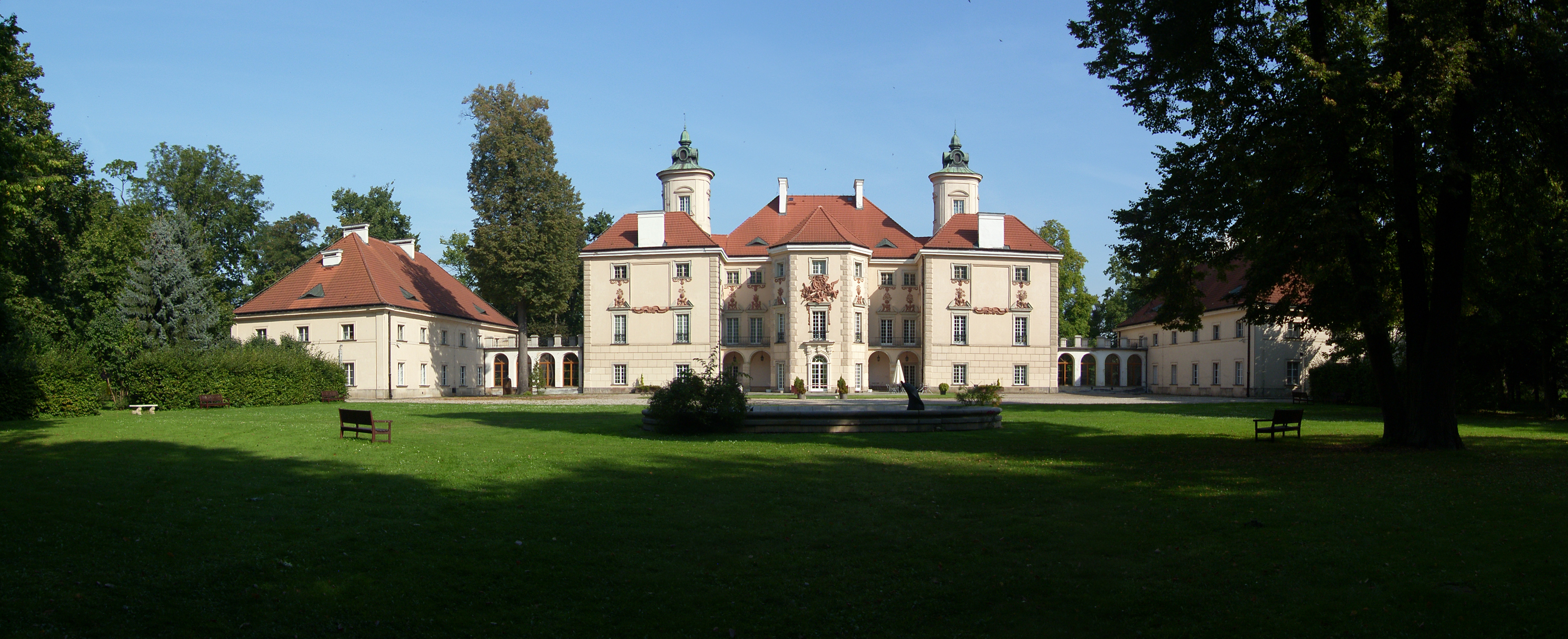
La palazzo nel villaggio Otwock Wielki

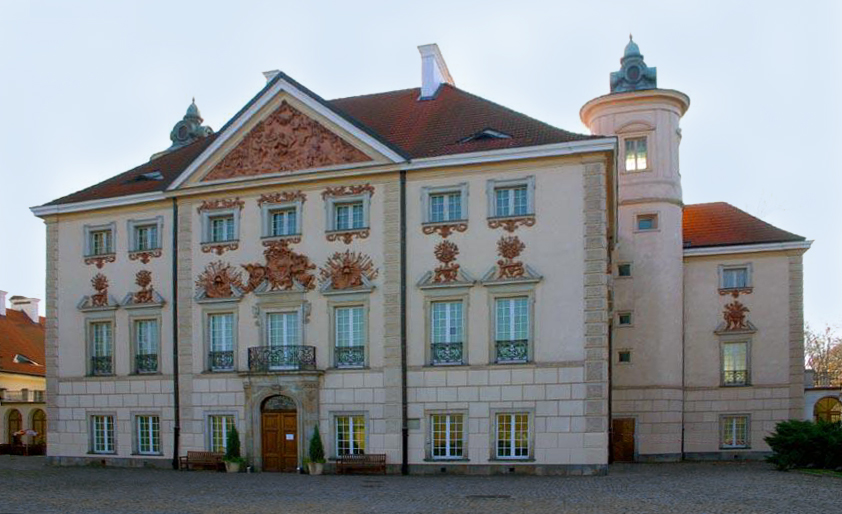
La palazzo

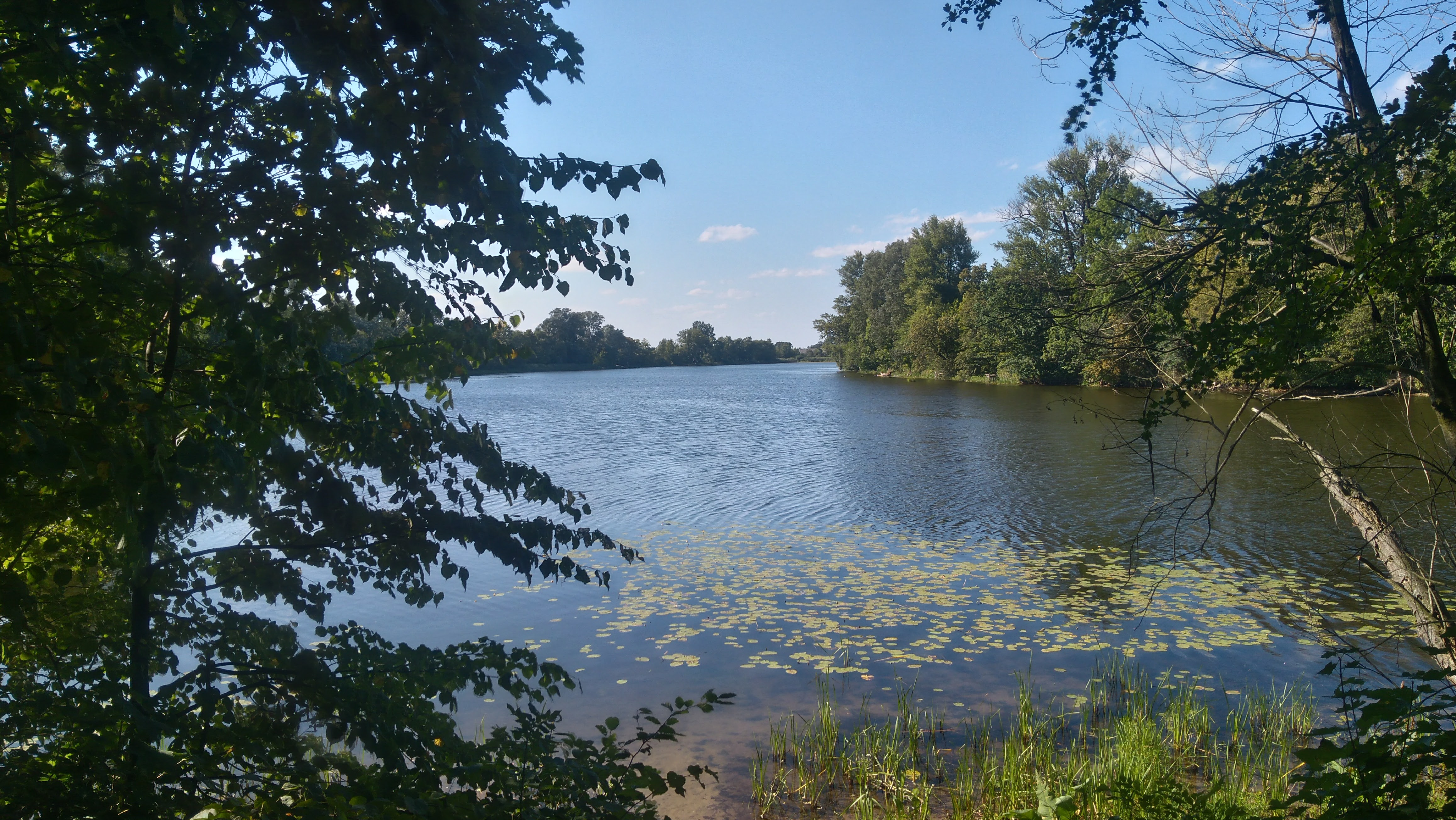
Lago nel villaggio di Otwock Wielki

Nel villaggio vive 714 umani.
| Nome   | Tipo                |
| ------ | ------------------- |
| Osiny  | parte del villaggio |
| Rokola | parte del villaggio |

### Piotrowice
Nel villaggio vive 352 umani e copre un'area di circa 8 km².

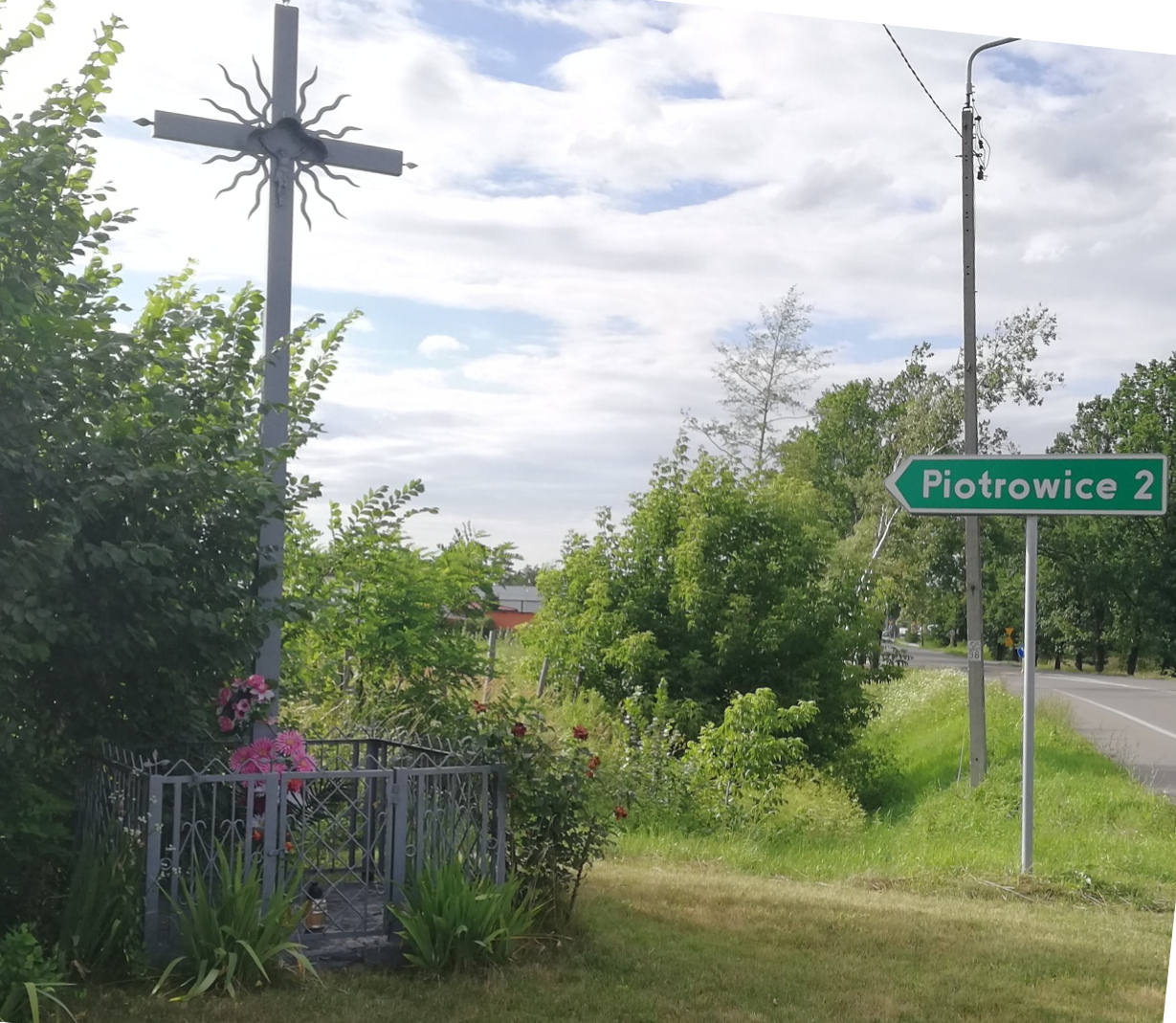
Segno e croce di Piotrowice

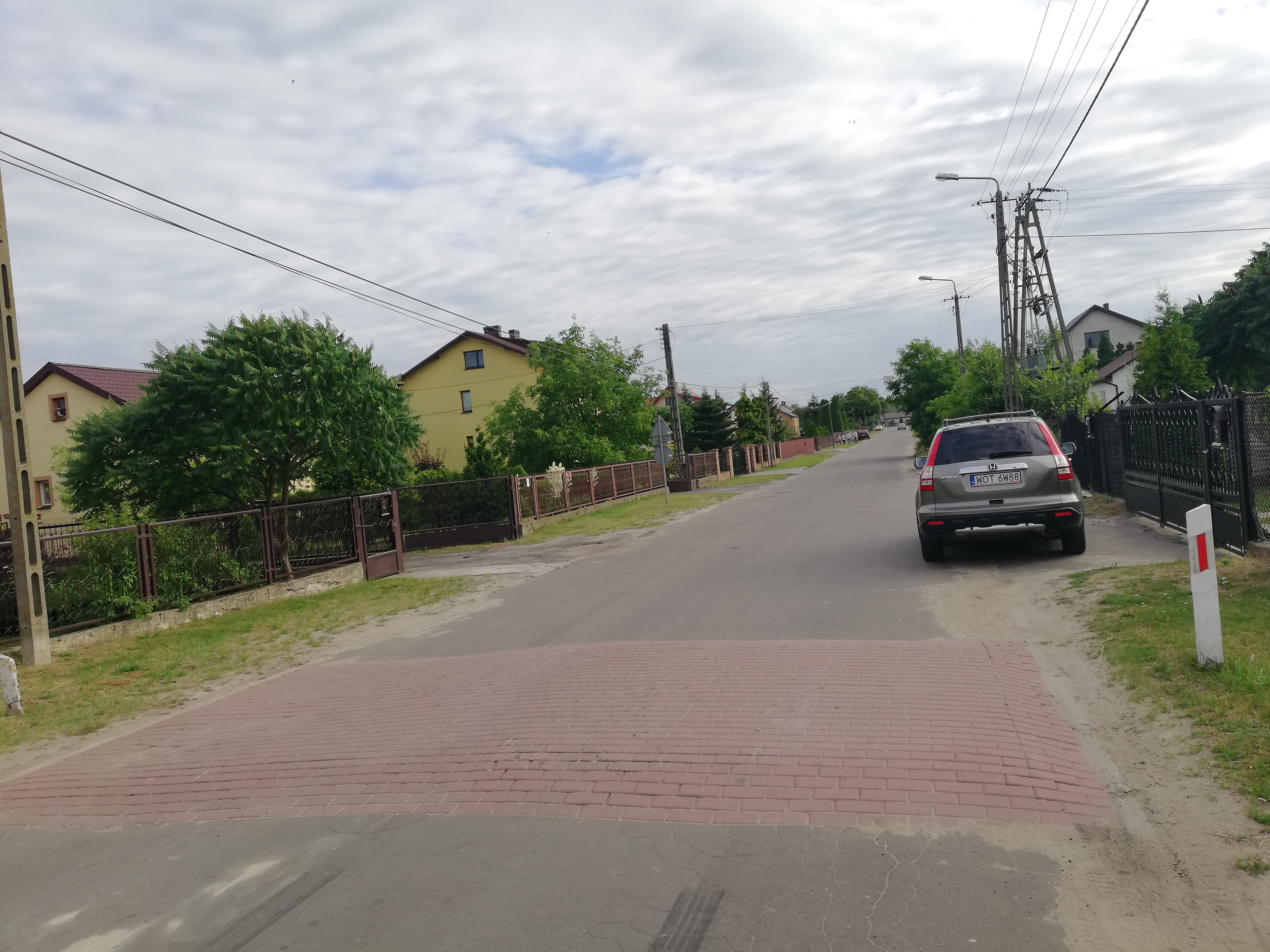
La strada nel villaggio do Piotrowice

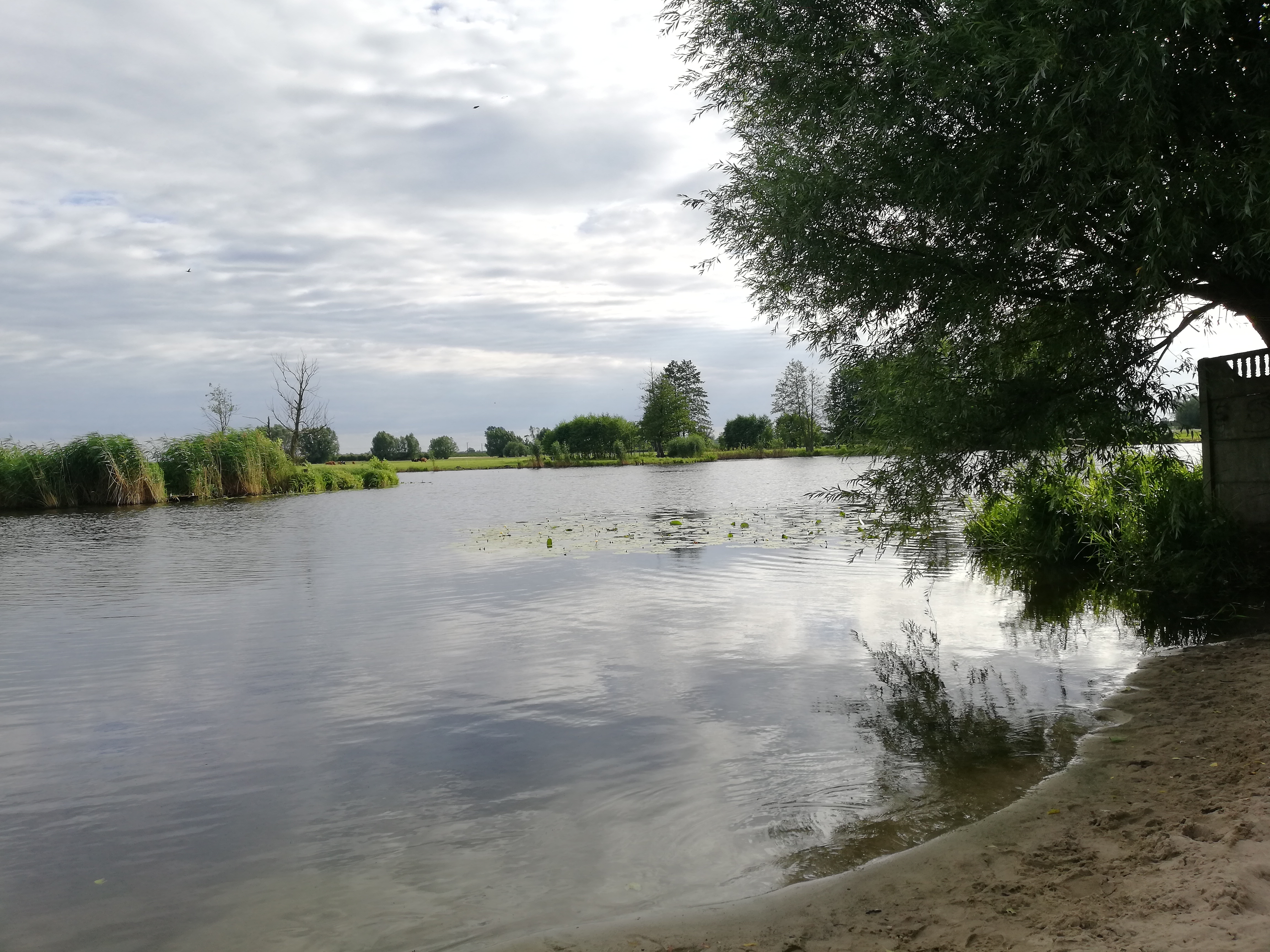
Lago nel villaggio di Piotrowice

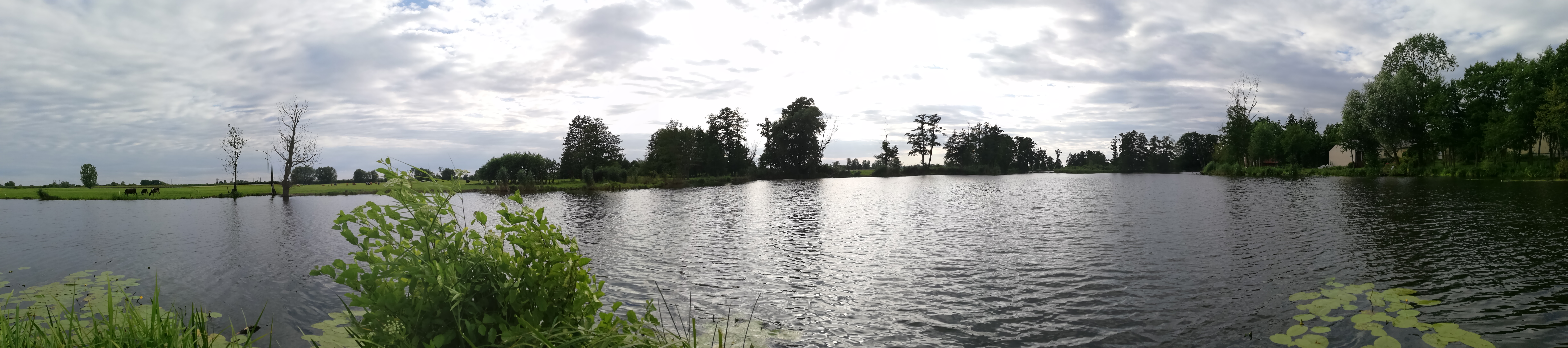
Panorama di un lago nel villaggio di Piotrowice

| Nome             | Tipo      |
| ---------------- | --------- |
| Browar           | borgata   |
| Łąki Całowańskie | colonia   |
| Urzecze          | periferia |
| Maksymilianów    | borgata   |

### Sobiekursk

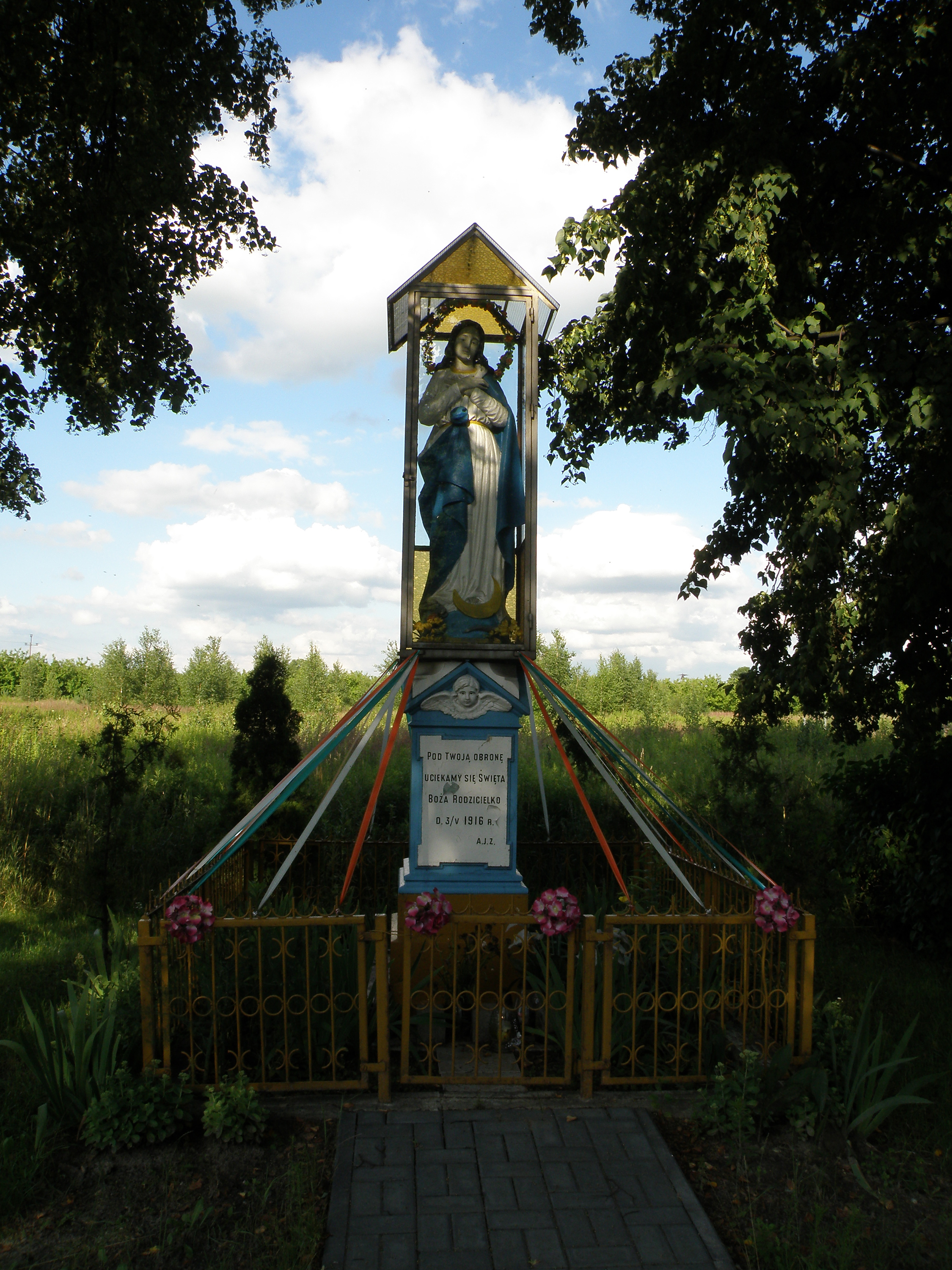
Statua di Maria nel villaggio di Sobiekursk

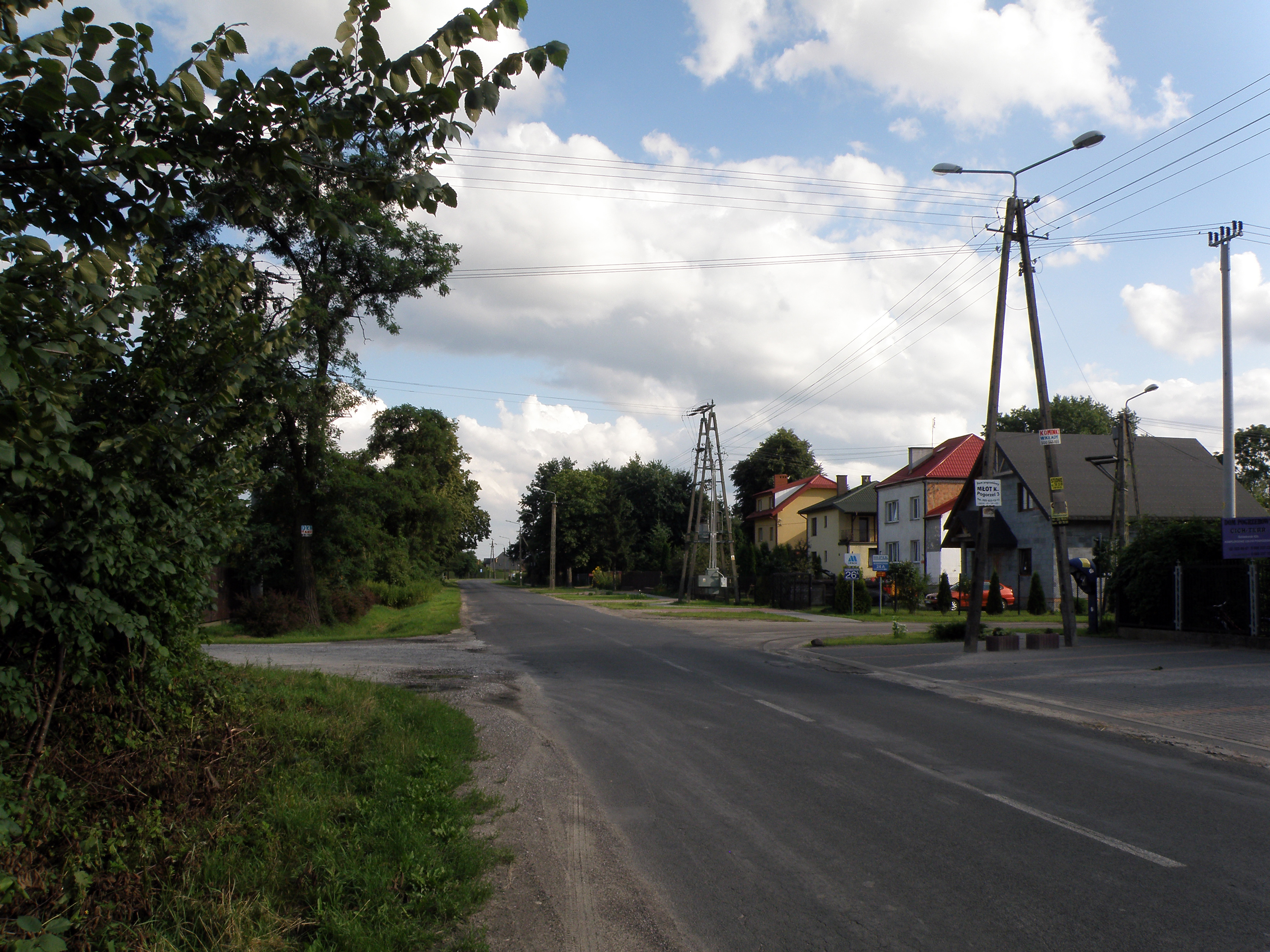
La strada nel villaggio di Sobiekursk

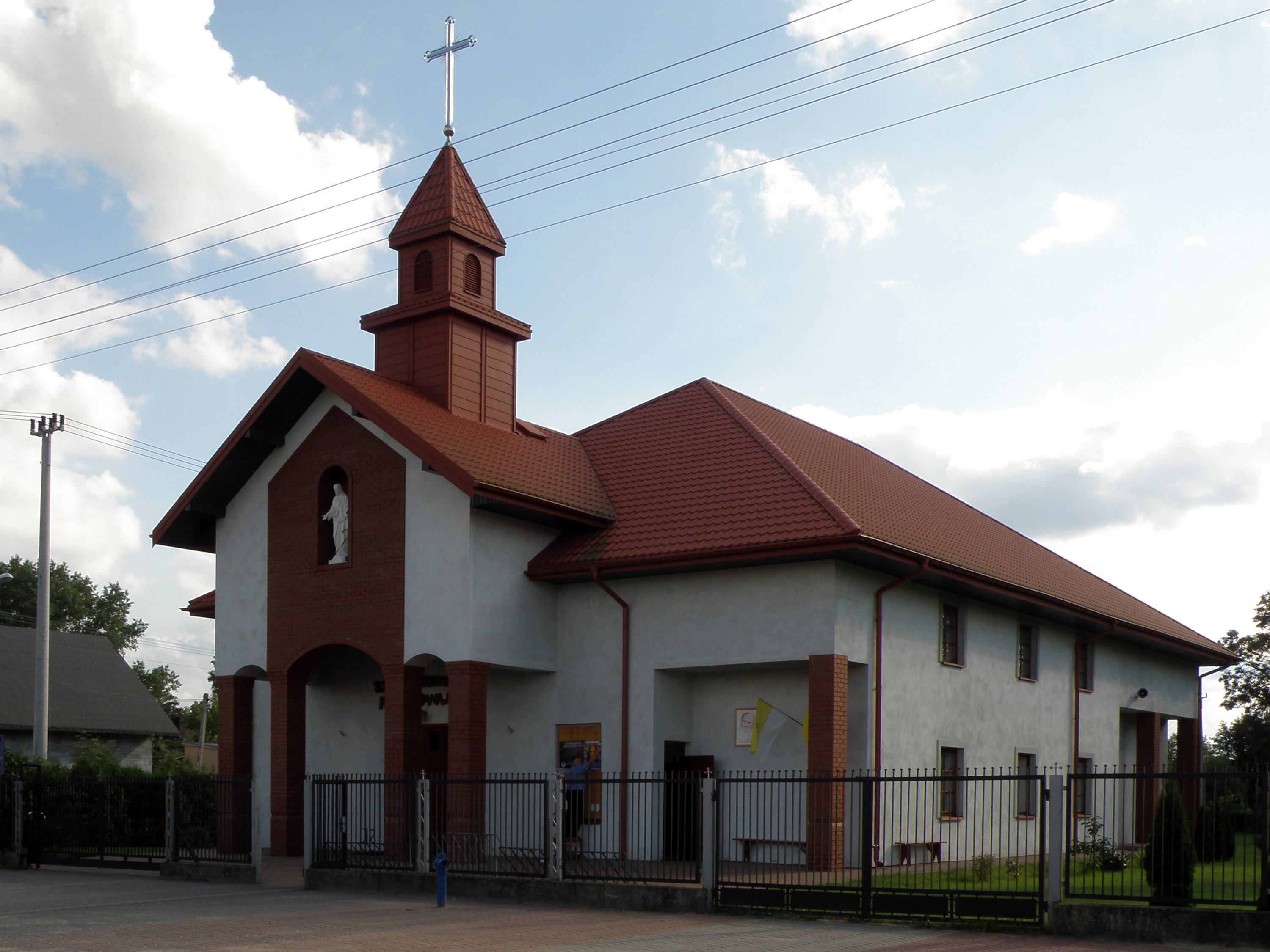
La cappella nel villaggio di Sobiekursk

Nel villaggio vive 336 umani.

### Władysławów
Nel villaggio vive 30 umani.

### Wygoda
Nel villaggio vive 94 umani.